# Юзеф Смак
Юзеф Ігнацій Смак (нар. 1936) — польський астроном, професор Варшавського університету, багаторічний директор Астрономічного центру Миколая Коперника, дійсний член Польської академії наук.

## Біографія
Юзеф Смак закінчив Варшавський університет у 1958 році. У 1961 році здобув ступінь доктора філософії, а в 1965 зробив габілітацію. У 1971 році став доцентом, а в 1981 році — професором. У 1986 році став членом-кореспондентом Польської академії наук, а з 1998 — її дійсним членом.
З 1958 року він був асистентом, потім старшим асистентом і ад'юнктом кафедри астрономії Варшавського університету. У 1965 році працював у відділі астрономії Польської академії наук доцентом (1965—1971), професором (з 1971) і директором (з 1974). 1970 року Юзеф Смак разом з Богданом Пачинським представив концепцію Астрономічного центру Миколая Коперника. Потім, вже на посаді директора відділу астрономії Польської академії наук, його довелося керувати втіленням цієї ідеї, коли 11 лютого 1976 року відділ астрономії був перетворений на Астрономічний центр Миколая Коперника. Юзеф Смак був директором відділу/центру в 1974—1981 роках. Саме в цей час було збудовано нове приміщення центру (відкрите 24 травня 1978 року). Він знову був директором центру в 1995—1998. Також у 1984—1986, 1993-95 і від 2007 року був головою Вченої ради Центру.
Проходив наукові стажування в Лікській обсерваторії та Університеті Каліфорнії (1963—1965), Університеті штату Огайо (1973—1974), Університеті Каліфорнії в Лос-Анджелесі (1989)
Брав участь у роботі Центральної комісії у справах ступенів і звань: він був президентом Секції V (1993—1998) і віце-президентом цієї Комісії (2003—2006).
Був одружений з Анною Міхаловською.
Опублікував понад 100 наукових праць, в основному в галузі структури та еволюції зір, тісних подвійних систем і змінних зір. Був науковим керівником 4 дисертацій докторів філософії. Виховав кілька поколінь варшавських астрономів.

### Наукові результати
У своїй науковій діяльності проводив спостережні та теоретичні дослідження змінних зір, у тому числі тісних подвійних систем. Разом із Войцехом Кшемінським у 1960-х і 1970-х роках вперше висунув припущення, що на ці об'єкти відбувається акреція речовини, і правильно інтерпретував їхні криві блиску як такі, що походять від акреційного диска, на який потрапив вузький потік матеріалу, що витікає через внутрішню точку Лагранжа з другого компонента подвійної системи. Він представив стандартну модель катаклізмічних змінних зір, яка тепер стала канонічною для цих систем. Він заклав основи знань про акреційні диски, включаючи модель карликової нової. Він також був першим, хто виявив зміну розміру акреційного диска в системі U Близнят на початку 1970-х років, таким чином спостережно довівши теорію, що пояснює спалахи карликових нових через нестійкість диска. Він також був одним із дослідників, які виявили теплову нестійкість дисків у катаклізмичних системах на початку 1980-х років.

### Редакційна діяльність
Юзеф Смак був головним редактором наукового журналу «Acta Astronomica» (1966—1969) та науково-популярного журналу «Досягнення астрономії» (1988—1989).
Він є автором книжок «Оповідання старого астронома» (2010) та «Нові оповідання старого астронома» (2013).

## Членство в організаціях
- член Польського астрономічного товариства, секретар правління в 1969—1973
- член Міжнародного астрономічного союзу, президент Комісії 27 зі змінних зір в 1976—1979, президент Комісії 42 з тісних подвійних систем в 1985—1988, віце-президент Міжнародного астрономічного союзу в 1991—1997
- заступник секретаря 3-го відділу математичних, фізичних і хімічних наук Польської академії наук (1990—1992)
- заступник голови (1975—1977 та 1981—1983), потім голова (1984—1992) астрономічного комітету Польської академії наук
- член Academia Europaea (з 1990)

## Нагороди
- Золотий Хрест Заслуги (1973)
- Лицарський хрест Ордена Відродження Польщі (1990)
- Офіцерський хрест Ордена Відродження Польщі (2002)
- Молодіжна премія Польського астрономічного товариства (1961, 1965)
- Нагорода 3-го відділу математичних, фізичних і хімічних наук Польської академії наук (1966)
- Нагорода вченого секретаря Польської академії наук (1983)